# هیرویوشی کوابارا
هیرویوشی کوابارا (انگلیسی: Hiroyoshi Kuwabara؛ زادهٔ ۲ اکتبر ۱۹۷۱) بازیکن فوتبال اهل ژاپن است.
از باشگاه‌هایی که در آن بازی کرده‌است می‌توان به باشگاه فوتبال سانفریس هیروشیما و باشگاه فوتبال آلبیرکس نیگاتا اشاره کرد.